# Real Força Aérea do Barém

Emblema da Real Força Aérea do Barém

A Real Força Aérea do Barém (em árabe: سلاح الجو الملكي البحريني, anteriormente conhecida como Força Aérea Amiri do Barém) é o braço de guerra aérea da Força de Defesa do Barém. Originalmente formado como a ala aérea da Força de Defesa do Barém em 1977, tornou-se um ramo de serviço independente em 1987. Suas primeiras operações de combate foram conduzidas durante a Guerra do Golfo.

## História

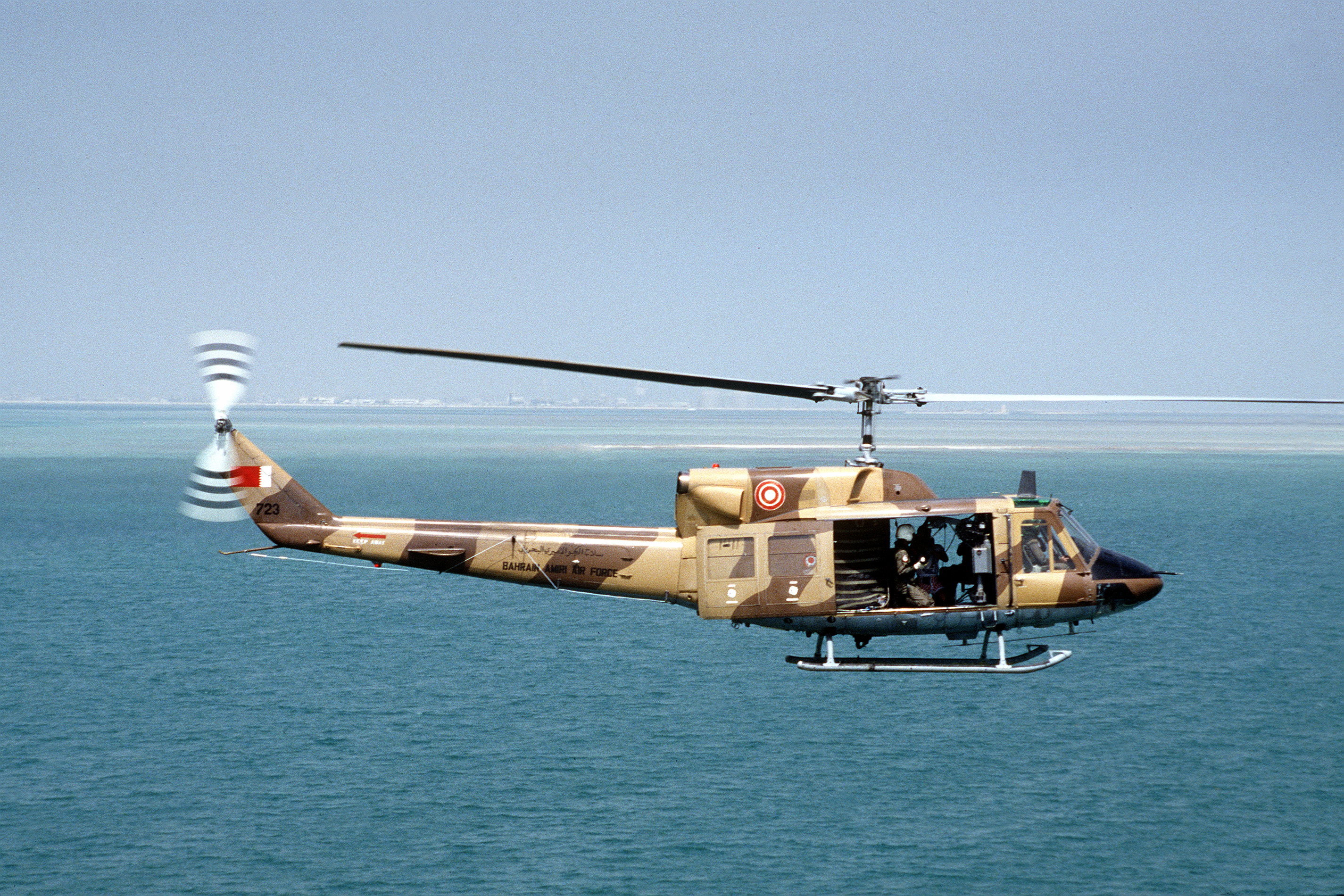
Um Agusta-Bell 212 Twin Huey da Força Aérea do Barém em voo sobre o golfo Pérsico durante uma missão de treinamento em 1991

A Força de Defesa do Barém, que surgiu após a independência do país do Reino Unido em 1971, organizou pela primeira vez uma ala aérea em 1977. Essa pequena força cresceu gradualmente e, em 1987, a Força de Defesa do Barém foi reorganizada em ramos de serviço distintos, com a ala aérea tornando-se a nova Força Aérea Amiri do Barém.
Após as eleições de 14 de fevereiro de 2002, o Barém passou de emirado a reino, resultando na renomeação das Forças Armadas. Consequentemente, a força aérea do país recebeu seu título atual, Real Força Aérea do Barém.

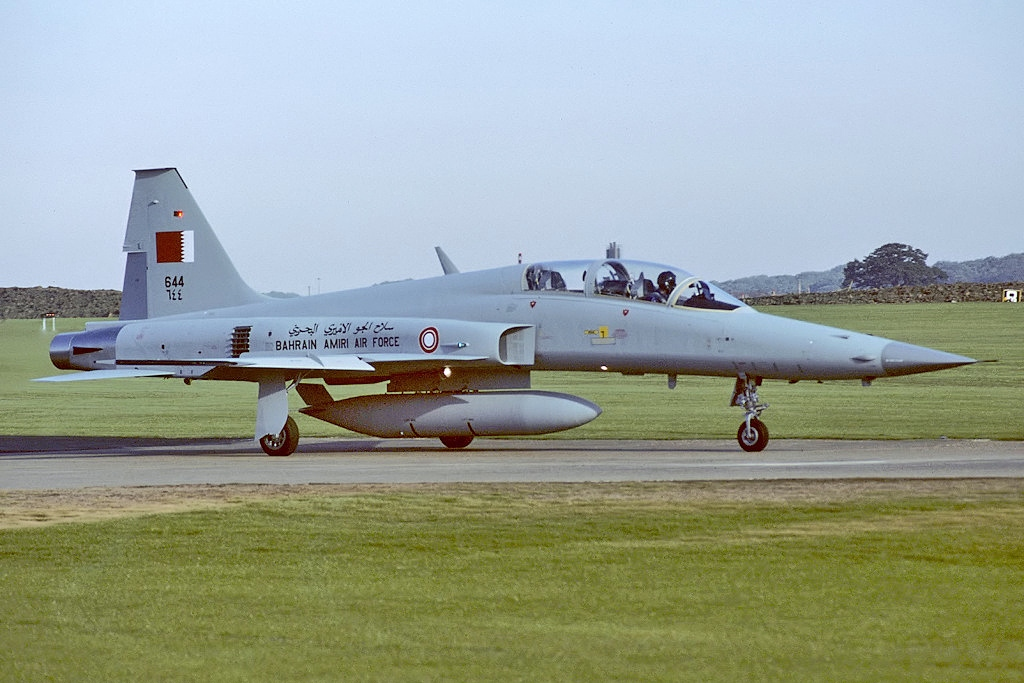
Um Northrop F-5F Tiger II da Real Força Aérea do Barém

A nova Força Aérea logo se envolveu em suas primeiras operações de combate durante a invasão do Cuaite pelo Iraque, ocasionando à Guerra do Golfo. As bases aéreas no Barém inicialmente hospedaram aeronaves em fuga da Força Aérea do Cuaite e, quando as operações aéreas contra o Iraque começaram, as aeronaves F-5 e F-16 foram usadas em operações aéreas defensivas e ofensivas até o fim da Guerra do Golfo em 28 de fevereiro de 1991.
O Barém voltaria a se envolver em operações de combate como parte da Operação Tempestade Decisiva liderada pela Arábia Saudita, operando a partir de bases na Arábia Saudita contra as forças rebeldes Houthi no Iêmen durante março e abril de 2015. Inicialmente, quinze aeronaves F-16 foram implantadas como contribuição da Real Força Aérea do Barém para combater as forças rebeldes na operação. As forças do Bahrein permaneceram na Arábia Saudita em assistência à coalizão até 2015. Um F-16 da Real Força Aérea do Barém foi perdido quando caiu após um problema técnico em dezembro de 2015.